# Alain Garant
Pour les articles homonymes, voir Garant.
Alain Garant B.A.A., C.A. (né le 21 mars 1952) est un comptable et homme politique fédéral du Québec.

## Biographie
Né à Montmagny dans la région de Chaudière-Appalaches, Alain Garant devint député du Parti libéral du Canada dans la circonscription de Bellechasse lors des élections de 1980. Il est défait par le progressiste-conservateur Pierre Blais lors de la vague conservatrice de 1984. 
Durant son passage à la Chambre des communes, il est secrétaire parlementaire du ministre d'État affecté aux Finances en 1984. 